# Gonanticlea subfalcata
Gonanticlea subfalcata là một loài bướm đêm trong họ Geometridae.